# Apomecyna brunnea
Apomecyna brunnea är en skalbaggsart som beskrevs av Hintz 1919. Apomecyna brunnea ingår i släktet Apomecyna och familjen långhorningar.
Artens utbredningsområde är:
- Gabon.
- Sierra Leone.

Inga underarter finns listade i Catalogue of Life.